# Дендропарк імені О. О. Богомольця
«Дендропарк імені О. О. Богомольця»  — дендрологічний парк, меморіальний парк і ботанічна пам'ятка природи місцевого значення, розташована на території Печерського району Київської міськради. Створено 2 грудня 1999 року. Площа — 0,75 га. Землекористувач — Інститут фізіології імені О. О. Богомольця НАН України.

## Історія

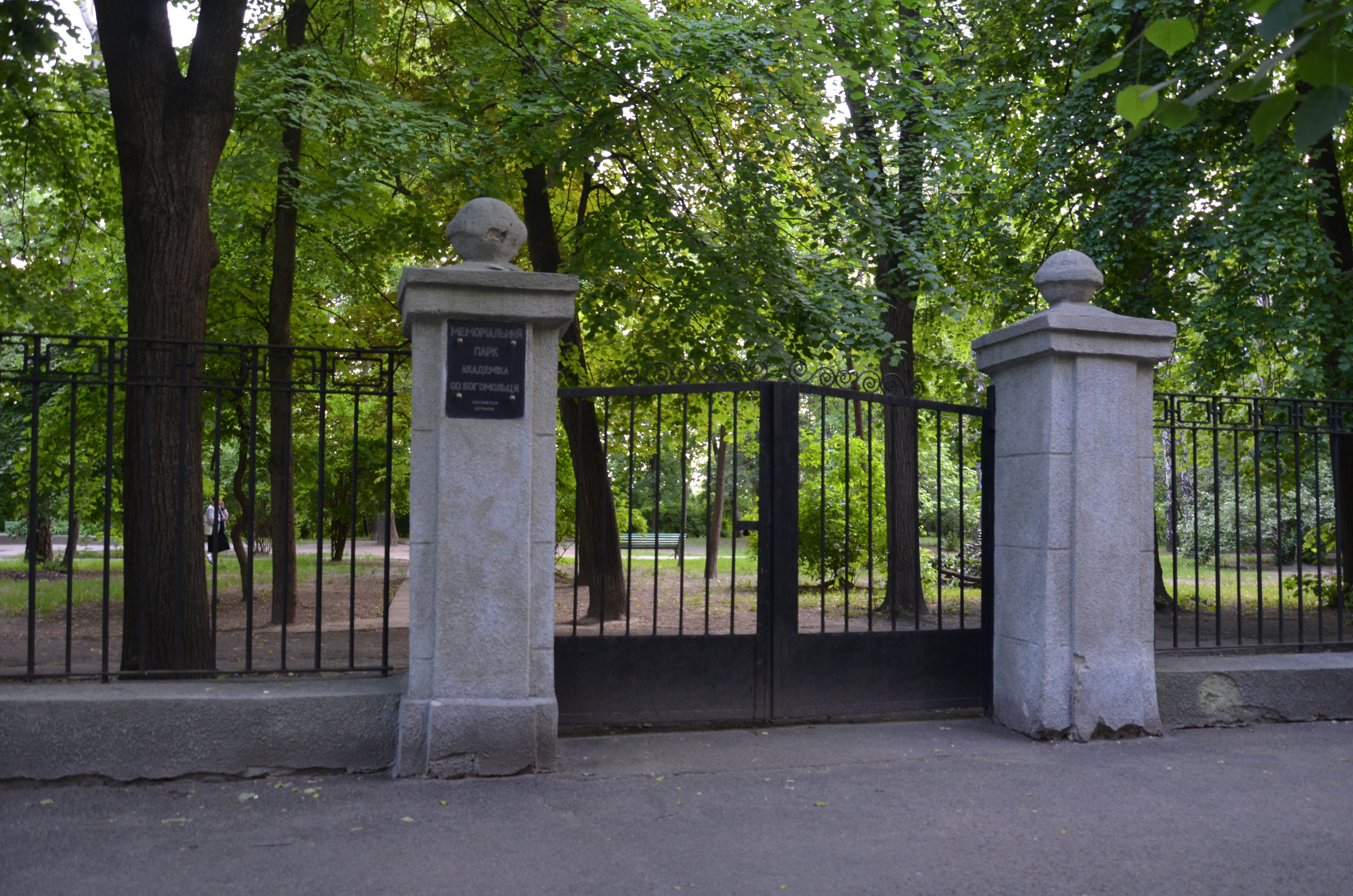
Дендропарк імені О. О. Богомольця

Ботанічна пам'ятка природи місцевого значення була створена Рішенням Київської міськради № 147/649 від 2 грудня 1999 року. Створена з метою збереження, охорони і використання в естетичних, виховних, природоохоронних, наукових і оздоровчих цілях найцінніших екземплярів паркового будівництва. На території пам'ятки природи заборонені будь-яка господарська діяльність і в тому числі така, що веде до пошкодження природних комплексів.

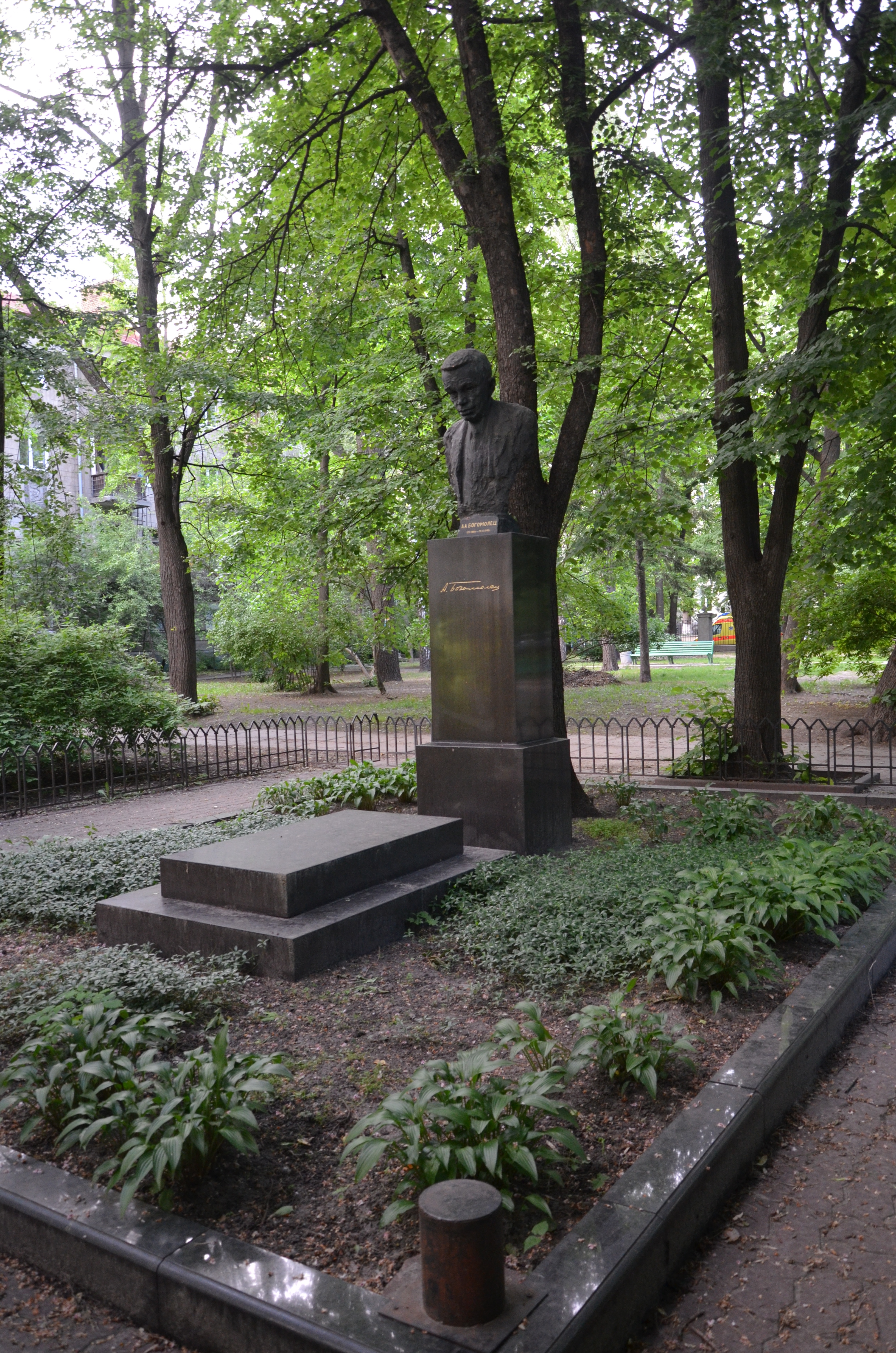
Дендропарк імені О. О. Богомольця, могила О. О. Богомольця

Раніше іменувався як меморіальний парк імені Академіка О. О. Богомольця і був охоронною зоною 1-ї категорії, де була заборонена будь-яка господарська діяльність, відповідно до Постанов Київської міськради та Печерського районного виконкому № 7/1979, 920/1987, 1112/1990.
На території дендропарку є пам'ятник О. О. Богомольцю, що  є пам'яткою історії місцевого значення (типː щойно виявлений об'єкт культурної спадщини), згідно з Наказом управління охорони пам'яток історії культури та історичного середовища від 29 грудня 1998 року.

## Опис
Пам'ятка природи розташована в історичній місцевості Липки на ділянці між вулицями Академіка Богомольця і Шовковична, а також за забудовами по вулицях Академіка Богомольця, будинок № 4 та 4А (науково-дослідний Інститут фізіології імені О. О. Богомольця НАН України), Шовковична, будинок № 39/1, корпус 1 і 5 (Олександрівська лікарня). У парку знаходиться будинок (вул. Академіка Богомольця, 2), де жив Олександр Богомолець, а також могила і пам'ятник академіку (1946 рік).

## Природа
Парк був закладений в 1930-х роках за ініціативою і під керівництвом академіка Олександра Богомольця. Парк був створений на пустирі, де було висаджено 90 видів екзотичних і рідкісних для України порід дерев і чагарників, привезених з ботанічних садів і дендраріїв. Насамперед тут росли гінкго, тис ягідний, церцис, самшит, оксамит амурський. Зараз, згідно з проведеним науковим дослідженням, в парку виявлено 49 видів дерев і чагарників, наприклад, софора японська, бундук канадський, катальпа, горіх чорний, гінкго, чубушник (садовий жасмин, 8 видів), сосна, ялина.